# Lista odcinków serialu Współczesna rodzina
Poniżej znajduje się lista odcinków serialu Współczesna rodzina (ang. Modern Family). Serial doczekał się 144 odcinków w 6 sezonach. Sitcom został stworzony przez Christophera Lloyda oraz Stevena Levitana.
Współczesna rodzina opowiada historie rodziny Jaya Pritchetta (Ed O’Neill), jego córki Claire Dunphy (Julie Bowen) oraz jego syna, Mitchella Pritchetta (Jesse Tyler Ferguson), mieszkających w Los Angeles. Claire jest żoną Phila (Ty Burrell) i matką trójki dzieci: Haley (Sarah Hyland), Alex (Ariel Winter) i Luke'a (Nolan Gould). Jay ożenił się z dużo młodszą Glorią (Sofía Vergara), z którą wychowuje jej syna z pierwszego związku, Manny'ego (Rico Rodriguez), a potem rodzi im się syn, Joe. Mitchell jest gejem i wspólnie ze swoim partnerem, Cameronem Tuckerem (Eric Stonestreet), wychowują adoptowaną córkę, Lily Tucker-Pritchett (Aubrey Anderson-Emmons).
W USA, serial nadawany przez stację ABC. W Polsce, serial emitowany przez stacje: HBO Comedy, HBO 2, TVP2, Fox, TVP Seriale oraz Fox Comedy.

## Przegląd serii
| Seria | Seria                  | Odcinki                | Odcinki                | Premierowa emisja | Premierowa emisja | Premierowa emisja | Premierowa emisja | Premierowa emisja                                   |
| Seria | Seria                  | Odcinki                | Odcinki                | Premiera serii    | Finał serii       | Premiera serii    | Finał serii       | Dystrybucja                                         |
| ----- | ---------------------- | ---------------------- | ---------------------- | ----------------- | ----------------- | ----------------- | ----------------- | --------------------------------------------------- |
|       | 1                      | 1–24                   | 24                     | 23 września 2009  | 19 maja 2010      | 3 maja 2010       | 23 czerwca 2010   | HBO Comedy                                          |
|       | 2                      | 25–48                  | 24                     | 22 września 2010  | 25 maja 2011      | 1 lutego 2011     | 13 lipca 2011     | HBO Comedy                                          |
|       | 3                      | 49–72                  | 24                     | 21 września 2011  | 23 maja 2012      | 30 stycznia 2012  | 1 sierpnia 2012   | HBO Comedy                                          |
|       | 4                      | 73–96                  | 24                     | 26 września 2012  | 22 maja 2013      | 12 lutego 2013    | 1 sierpnia 2013   | HBO Comedy                                          |
|       | 5                      | 97–120                 | 24                     | 25 września 2013  | 21 maja 2014      | 20 marca 2014     | 10 lipca 2014     | HBO Comedy                                          |
|       | 6                      | 121–144                | 24                     | 24 września 2014  | 20 maja 2015      | 3 lutego 2015     | 25 czerwca 2015   | HBO Comedy                                          |
|       | 7                      | 145–166                | 22                     | 23 września 2015  | 18 maja 2016      | 3 lutego 2016     | 24 czerwca 2016   | HBO Comedy (odcinki 145–156) HBO3 (odcinki 157–166) |
|       | 8                      | 167–188                | 22                     | 21 września 2016  | 17 maja 2017      | 27 stycznia 2017  | 23 czerwca 2017   | HBO3                                                |
|       | 9                      | 189–210                | 22                     | 27 września 2017  | 16 maja 2018      | 2 lutego 2018     | 29 czerwca 2018   | HBO3                                                |
|       | 10                     | 211–232                | 22                     | 26 września 2018  | 8 maja 2019       | 10 lutego 2019    | 14 lipca 2019     | HBO3                                                |
|       | 11                     | 233–250                | 18                     | 25 września 2019  | 8 kwietnia 2020   | 9 lutego 2020     | 7 czerwca 2020    | HBO3                                                |
|       | Współczesne pożegnanie | Współczesne pożegnanie | Współczesne pożegnanie | 8 kwietnia 2020   | 8 kwietnia 2020   | 20 listopada 2020 | 20 listopada 2020 | FOX Comedy                                          |

## Seria 1: 2009-10
| №  | #  | Tytuł                                     | Reżyseria       | Scenariusz                       | Premiera             | Premiera        |
| -- | -- | ----------------------------------------- | --------------- | -------------------------------- | -------------------- | --------------- |
| 1  | 1  | Współczesna rodzina Pilot                 | Jason Winer     | Steven Levitan, Christopher Lloy | 23 września 2009     | 3 maja 2010     |
| 2  | 2  | Rowerowy złodziej The Bicycle Thief       | Jason Winer     | Bill Wrubel                      | 30 września 2009     | 4 maja 2010     |
| 3  | 3  | Poleć ze mną Come Fly with Me             | Jason Winer     | Dan O'Shannon                    | 7 października 2009  | 5 maja 2010     |
| 4  | 4  | Incydent The Incident                     | Jason Winer     | Steven Levitan                   | 14 października 2009 | 10 maja 2010    |
| 5  | 5  | Naciągaczka czy nie… Coal Digger          | Jason Winer     | Christopher Lloyd                | 21 października 2009 | 11 maja 2010    |
| 6  | 6  | Nie zadzieraj z żoną Run for Your Wife    | Jason Winer     | Paul Corrigan, Brad Walsh        | 28 października 2009 | 12 maja 2010    |
| 7  | 7  | Szermierka En Garde                       | Randall Einhorn | Danny Zuker                      | 4 listopada 2009     | 17 maja 2010    |
| 8  | 8  | Wielkie nadzieje Great Expectations       | Jason Winer     | Joe Lawson                       | 18 listopada 2009    | 18 maja 2010    |
| 9  | 9  | Klaun Fizbo Fizbo                         | Jason Winer     | Paul Corrigan, Brad Walsh        | 25 listopada 2009    | 19 maja 2010    |
| 10 | 10 | Święta odwołane Undeck the Halls          | Randall Einhorn | Dan O'Shannon                    | 9 grudnia 2009       | 24 maja 2010    |
| 11 | 11 | Bezsenna noc Up All Night                 | Michael Spiller | Christopher Lloyd                | 6 stycznia 2010      | 25 maja 2010    |
| 12 | 12 | Tylko nie w moim domu Not in My House     | Chris Koch      | Caroline Williams                | 13 stycznia 2010     | 26 maja 2010    |
| 13 | 13 | Piętnaście procent Fifteen Percent        | Jason Winer     | Steven Levitan                   | 20 stycznia 2010     | 31 maja 2010    |
| 14 | 14 | Lądowanie na księżycu Moon Landing        | Jason Winer     | Bill Wrubel                      | 3 lutego 2010        | 1 czerwca 2010  |
| 15 | 15 | Wystrzałowe Walentynki My Funky Valentine | Michael Spiller | Jerry Collins                    | 10 lutego 2010       | 2 czerwca 2010  |
| 16 | 16 | Obawy Fears                               | Reggie Hudlin   | Steven Levitan                   | 3 marca 2010         | 7 czerwca 2010  |
| 17 | 17 | Prawdę powiedziawszy… Truth Be Told       | Jason Winer     | Joe Lawson                       | 10 marca 2010        | 8 czerwca 2010  |
| 18 | 18 | Gwieździsta noc Starry Night              | Jason Winer     | Danny Zucker                     | 24 marca 2010        | 9 czerwca 2010  |
| 19 | 19 | Przełom Game Changer                      | Kevin Sullivan  | Alex Herschlag, Joe Lawson       | 31 marca 2010        | 14 czerwca 2010 |
| 20 | 20 | Grzanie ławy Benched                      | Chris Koch      | Danny Zucker                     | 14 kwietnia 2010     | 15 czerwca 2010 |
| 21 | 21 | Był sobie pies Travels with Scout         | Seth Gordan     | Paul Corrigan, Brad Walsh        | 28 kwietnia 2010     | 16 czerwca 2010 |
| 22 | 22 | Port lotniczy 2010 Airport 2010           | Jason Winer     | Dan O'Shannon, Bill Wrubel       | 5 maja 2010          | 21 czerwca 2010 |
| 23 | 23 | Hawaje Hawaii                             | Steven Levitan  | Paul Corrigan, Brad Walsh        | 12 maja 2010         | 22 czerwca 2010 |
| 24 | 24 | Portret rodzinny Family Portrait          | Jason Winer     | Ilana Wernick                    | 19 maja 2010         | 23 czerwca 2010 |

## Seria 2: 2010-11
| №  | #  | Tytuł                                                  | Reżyseria            | Scenariusz                               | Premiera             | Premiera        |
| -- | -- | ------------------------------------------------------ | -------------------- | ---------------------------------------- | -------------------- | --------------- |
| 25 | 1  | Stare dobre auto The Old Wagon                         | Michael Spiller      | Bill Wrubel                              | 22 września 2010     | 1 lutego 2011   |
| 26 | 2  | Pocałunek The Kiss                                     | Scott Ellis          | Abraham Higginbotham                     | 29 września 2010     | 2 lutego 2011   |
| 27 | 3  | Trzęsienie ziemi Earthquake                            | Michael Spiller      | Brad Walsh, Paul Corrigan                | 6 października 2010  | 7 lutego 2011   |
| 28 | 4  | Nieznajomi na ruchomej bieżni Strangers on a Treadmill | Scott Ellis          | Danny Zucker                             | 13 października 2010 | 8 lutego 2011   |
| 29 | 5  | Unplugged Odłączeni                                    | Michael Spiller      | Steven Levitan                           | 20 października 2010 | 9 lutego 2011   |
| 30 | 6  | Halloween                                              | Michael Spiller      | Dan O’Shannon                            | 27 października 2010 | 14 lutego 2011  |
| 31 | 7  | Cykanie Chirp                                          | Michael Spiller      | Jeffrey Richman                          | 3 listopada 2010     | 15 lutego 2011  |
| 32 | 8  | Urodziny Manny’ego Manny Get Your Gun                  | Michael Spiller      | Christopher Lloyd, Danny Zuker           | 17 listopada 2010    | 16 lutego 2011  |
| 33 | 9  | Mama Tucker Mother Tucker                              | Michael Spiller      | Paul Corrigan, Brad Walsh                | 24 listopada 2010    | 21 lutego 2011  |
| 34 | 10 | Taneczna rewelacja Dance Dance Revelation              | Gail Mancuso         | Ilana Wernick                            | 8 grudnia 2010       | 22 lutego 2011  |
| 35 | 11 | W obronie sąsiadów Slow Down Your Neighbors            | Gail Mancuso         | Ilana Wernick                            | 5 stycznia 2011      | 23 lutego 2011  |
| 36 | 12 | My i nasze dzieci Our Children, Ourselves              | Adam Shankman        | Dan O’Shannon, Bill Wrubel               | 12 stycznia 2011     | 28 lutego 2011  |
| 37 | 13 | Na gorącym uczynku Caught in the Act                   | Michael Spiller      | Steven Levitan, Jeffrey Richman          | 19 stycznia 2011     | 20 czerwca 2011 |
| 38 | 14 | Powrót Bixby’ego Bixby’s Back                          | Chris Koch           | Danny Zuker                              | 9 lutego 2011        | 21 czerwca 2011 |
| 39 | 15 | Impreza księżniczki Princess Party                     | Michael Spiller      | Elaine Ko                                | 16 lutego 2011       | 22 czerwca 2011 |
| 40 | 16 | Same ubolewania Regrets Only                           | Dean Parisot         | Abraham Higginbotham                     | 23 lutego 2011       | 27 czerwca 2011 |
| 41 | 17 | Dwie małpy i panda Two Monkeys and a Panda             | Beth McCarthy Miller | Carol Leifer                             | 2 marca 2011         | 28 czerwca 2011 |
| 42 | 18 | Męski wieczór Boys’ Night                              | Chris Koch           | Steven Levitan, Jeffrey Richman          | 23 marca 2011        | 29 czerwca 2011 |
| 43 | 19 | Facet od musicalu The Musical Man                      | Michael Spiller      | Brad Walsh, Paul Corrigan                | 13 kwietnia 2011     | 4 lipca 2011    |
| 44 | 20 | Kto zaopiekuje się Lily? Someone to Watch Over Lily    | Michael Spiller      | Bill Wrubel                              | 20 kwietnia 2011     | 5 lipca 2011    |
| 45 | 21 | Dzień matki Mother’s Day                               | Michael Spiller      | Dan O’Shannon, Ilana Wernick             | 4 maja 2011          | 6 lipca 2011    |
| 46 | 22 | Dobry glina, zły pies Good Cop Bad Dog                 | Fred Savage          | Abraham Higginbotham, Jeffrey Richman    | 11 maja 2011         | 11 lipca 2011   |
| 47 | 23 | Koniec roku szkolnego See You Next Fall                | Steven Levitan       | Danny Zuker                              | 18 maja 2011         | 12 lipca 2011   |
| 48 | 24 | Ten, który się wymigał The One That Got                | James Bagdonas       | Paul Corrigan, Brad Walsh, Dan O’Shannon | 25 maja 2011         | 13 lipca 2011   |

## Seria 3: 2011-12
| №  | #  | Tytuł                                                    | Reżyseria       | Scenariusz                                   | Premiera             | Premiera         |
| -- | -- | -------------------------------------------------------- | --------------- | -------------------------------------------- | -------------------- | ---------------- |
| 49 | 1  | Ranczo Dude Ranch                                        | Jason Winer     | Paul Corrigan, Brad Walsh, Dan O'Shannon     | 21 września 2011     | 30 stycznia 2012 |
| 50 | 2  | Kiedy dzieci robią się niegrzeczne When Good Kids Go Bad | Michael Spiller | Jeffrey Richman                              | 28 września 2011     | 31 stycznia 2012 |
| 51 | 3  | Phil na linie Phil on Wire                               | Jason Winer     | Bianca Douglas, Danny Zuker                  | 28 września 2011     | 1 lutego 2012    |
| 52 | 4  | Pukanie do drzwi Door to Door                            | Chris Koch      | Bill Wrubel                                  | 5 października 2012  | 6 lutego 2012    |
| 53 | 5  | Wypadek Hit and Run                                      | Jason Winer     | Elaine Ko                                    | 12 października 2011 | 7 lutego 2012    |
| 54 | 6  | Naprzód Ryczące Żaby! Go Bullfrogs!                      | Scott Ellis     | Abraham Higginbotham                         | 19 października 2011 | 8 lutego 2012    |
| 55 | 7  | Domek na drzewie Treehouse                               | Jason Winer     | Steven Levitan                               | 2 listopada 2011     | 13 lutego 2012   |
| 56 | 8  | Po pożarze After the Fire                                | Fred Savage     | Danny Zuker                                  | 16 listopada 2011    | 14 lutego 2012   |
| 57 | 9  | Konkurs rzutów dynią Punkin Chunkin                      | Michael Spiller | Ben Karlin                                   | 23 listopada 2011    | 15 lutego 2012   |
| 58 | 10 | Ekspresowe Boże Narodzenie Express Christmas             | Michael Spiller | Cindy Chupack                                | 7 grudnia 2011       | 20 lutego 2012   |
| 59 | 11 | Zapas na całe życie Lifetime Supply                      | Chris Koch      | Jeffrey Richman, Bill Wrubel                 | 4 stycznia 2012      | 21 lutego 2012   |
| 60 | 12 | Kapsuła na jajko Egg Drop                                | Jason Winer     | Paul Corrigan, Brad Walsh                    | 11 stycznia 2012     | 22 lutego 2012   |
| 61 | 13 | Lekko ocenzurowane Little Bo Bleep                       | Chris Koch      | Cindy Chupack                                | 18 stycznia 2012     | 9 lipca 2012     |
| 62 | 14 | Zazdrość nie jest w moim stylu Me? Jealous?              | Michael Spiller | Ben Karlin                                   | 8 lutego 2012        | 10 lipca 2012    |
| 63 | 15 | Ciocia mama Aunt Mommy                                   | Michael Spiller | Abraham Higginbotham, Dan O'Shannon          | 15 lutego 2012       | 11 lipca 2012    |
| 64 | 16 | Dziewicze terytorium Virgin Territory                    | Jason Winer     | Elaine Ko                                    | 22 lutego 2012       | 16 lipca 2012    |
| 65 | 17 | Dzień przestępny Leap Day                                | Gail Mancuso    | Danny Zuker                                  | 29 lutego 2012       | 17 lipca 2012    |
| 66 | 18 | Pożegnanie klauna Send Out the Clowns                    | Steven Levitan  | Steven Levitan, Jeffrey Richman, Bill Wrubel | 14 marca 2012        | 18 lipca 2012    |
| 67 | 19 | Dzień wyborów Election Day                               | Bryan Cranston  | Ben Karlin                                   | 11 kwietnia 2012     | 23 lipca 2012    |
| 68 | 20 | Żegnaj, Walt The Last Walt                               | Michael Spiller | Dan O'Shannon, Paul Corrigan, Brad Walsh     | 18 kwietnia 2012     | 24 lipca 2012    |
| 69 | 21 | Samoloty, pociągi i samochody Planes, Trains and Cars    | Michael Spiller | Paul Corrigan, Brad Walsh                    | 2 maja 2012          | 25 lipca 2012    |
| 70 | 22 | Disneyland                                               | James Bagdonas  | Cindy Chupack                                | 9 maja 2012          | 30 lipca 2012    |
| 71 | 23 | Żywy obraz Tableau Vivant                                | Gail Mancuso    | Elaine Ko,Jeffrey Richman, Bill Wrubel       | 16 maja 2012         | 31 lipca 2012    |
| 72 | 24 | Dziecko na pokładzie Baby on Board                       | Steven Levitan  | Abraham Higginbotham                         | 23 maja 2012         | 1 sierpnia 2012  |

## Seria 4: 2012-13
| №  | #  | Tytuł                                       | Reżyseria            | Scenariusz                                          | Premiera             | Premiera        |
| -- | -- | ------------------------------------------- | -------------------- | --------------------------------------------------- | -------------------- | --------------- |
| 73 | 1  | Dziecko w drodze Bringing Up Baby           | Steven Levitan       | Paul Corrigan, Brad Walsh                           | 26 września 2012     | 12 lutego 2013  |
| 74 | 2  | Cięcie Schooled                             | Jeff Melman          | Steven Levitan & Dan O'Shannon                      | 10 października 2012 | 13 lutego 2013  |
| 75 | 3  | Edukacja Snip                               | Gail Mancuso         | Danny Zuker                                         | 10 października 2012 | 14 lutego 2013  |
| 76 | 4  | Ucieczka kamerdynera The Butler's Escape    | Bill Wrubel          | Beth McCarthy Miller                                | 17 października 2012 | 19 lutego 2013  |
| 77 | 5  | Otwarty dom strachu Open House of Horrors   | Jim Bagdonas         | Elaine Ko                                           | 24 października 2012 | 20 lutego 2013  |
| 78 | 6  | Wyprzedaż garażowa Yard Sale                | Gail Mancuso         | Abraham Higginbotham                                | 31 października 2012 | 21 lutego 2013  |
| 79 | 7  | Aresztowana Arrested                        | Gail Mancuso         | Becky Mann                                          | 7 listopada 2012     | 26 lutego 2013  |
| 80 | 8  | Męska randka Mistery Date                   | Beth McCarthy-Miller | Jeffrey Richman                                     | 14 listopada 2012    | 27 lutego 2013  |
| 81 | 9  | Gdy pada drzewo When a Tree Falls           | Steven Levitan       | Ben Karlin                                          | 28 listopada 2012    | 28 lutego 2013  |
| 82 | 10 | Nieoszlifowany diament Diamond in the Rough | Gail Mancuso         | Dan O'Shannon, Becky Mann, Audra Sielaff            | 12 grudnia 2012      | 5 marca 2013    |
| 83 | 11 | Sylwester New Year's Eve                    | Fred Goss            | Abraham Higginbotham,Jeffrey Richman                | 9 stycznia 2013      | 6 marca 2013    |
| 84 | 12 | Impreza urodzinowa Party Crasher            | Fred Savage          | Danny Zuker, Christopher Lloyd                      | 16 stycznia 2013     | 7 marca 2013    |
| 85 | 13 | Fulgencio                                   | Lev L. Spiro         | Bill Wrubel                                         | 23 stycznia 2013     | 9 lipca 2013    |
| 86 | 14 | Afront w operze A Slight at the Opera       | Jim Bagdonas         | Paul Corrigan, Brad Walsh                           | 6 lutego 2013        | 10 lipca 2013   |
| 87 | 15 | Złamane serce Heart Broken                  | Beth McCarthy-Miller | Danny Zuker                                         | 13 lutego 2013       | 11 lipca 2013   |
| 88 | 16 | Nieudany dzień Bad Hair Day                 | Gail Mancuso         | Elaine Ko                                           | 20 lutego 2013       | 16 lipca 2013   |
| 89 | 17 | Drużbowie Best Men                          | Steven Levitan       | Dan O'Shannon, Abraham Higginbotham, Bianca Douglas | 27 lutego 2013       | 17 lipca 2013   |
| 90 | 18 | Podziw The Wow Factor                       | Steven Levitan       | Ben Karlin                                          | 27 marca 2013        | 18 lipca 2013   |
| 91 | 19 | Jacy będziemy The Future Dunphys            | Ryan Case            | Elaine Ko                                           | 3 kwietnia 2013      | 23 lipca 2013   |
| 92 | 20 | Zmiana zdania Flip Flop                     | Gail Mancuso         | Jeffrey Richman, Bill Wrubel                        | 10 kwietnia 2013     | 24 lipca 2013   |
| 93 | 21 | Dzień kariery Career Day                    | Jim Hensz            | Paul Corrigan, Brad Walsh                           | 1 maja 2013          | 25 lipca 2013   |
| 94 | 22 | Mój bohater My Hero                         | Gail Mancuso         | Abraham Higginbotham                                | 8 maja 2013          | 30 lipca 2013   |
| 95 | 23 | Ludzkie gierki Games People Play            | Alisa Statman        | Ben Karlin, Danny Zuker                             | 15 maja 2013         | 31 lipca 2013   |
| 96 | 24 | Dobranoc Gracie Goodnight Gracie            | Steven Levitan       | Steven Levitan, Jeffrey Richman                     | 22 maja 2013         | 1 sierpnia 2013 |

## Seria 5: 2013-14
| №   | #  | Tytuł                                           | Reżyseria            | Scenariusz                                            | Premiera             | Premiera         |
| --- | -- | ----------------------------------------------- | -------------------- | ----------------------------------------------------- | -------------------- | ---------------- |
| 97  | 1  | Nagle zeszłego lata Suddenly, Last Summer       | James Bagdonas       | Jeffrey Richman                                       | 25 września 2013     | 20 marca 2014    |
| 98  | 2  | Pierwsze dnia First Days                        | Steven Levitan       | Paul Corrigan, Brad Walsh                             | 25 września 2013     | 25 marca 2014    |
| 99  | 3  | Pogrzeb kota Larry's Wife                       | Jeffrey Walker       | Bill Wrubel                                           | 2 października 2013  | 26 marca 2014    |
| 100 | 4  | Dziewczyna z farmy Farm Strong                  | Alisa Statman        | Elaine Ko                                             | 9 października 2013  | 27 marca 2014    |
| 101 | 5  | Spóźnieni The Late Show                         | Beth McCarthy Miller | Abraham Higginbotham                                  | 16 października 2013 | 1 kwietnia 2014  |
| 102 | 6  | Pomoc domowa The Help                           | Jim Hensz            | Danny Zuker                                           | 23 października 2013 | 2 kwietnia 2014  |
| 103 | 7  | Niezapomniany jarmark A Fair to Remember        | Beth McCarthy-Miller | Emily Spivey                                          | 13 listopada 2013    | 3 kwietnia 2014  |
| 104 | 8  | Konferencja branżowa ClosetCon '13              | Fred Savage          | Ben Karlin                                            | 20 listopada 2013    | 8 kwietnia 2014  |
| 105 | 9  | Ważny mecz The Big Game                         | Beth McCarthy-Miller | Megan Ganz                                            | 4 grudnia 2013       | 9 kwietnia 2014  |
| 106 | 10 | Stary człowiek i choinka The Old Man & the Tree | Bryan Cranston       | Paul Corrigan, Brad Walsh                             | 11 grudnia 2013      | 10 kwietnia 2014 |
| 107 | 11 | Ktoś musi dorosnąć And One to Grow On           | Gail Mancuso         | Jeffrey Richman                                       | 8 stycznia 2014      | 15 kwietnia 2014 |
| 108 | 12 | Pod presją Under Pressure                       | James Bagdonas       | Elaine Ko                                             | 15 stycznia 2014     | 16 kwietnia 2014 |
| 109 | 13 | Trzy obiady Three Dinners                       | Steven Levitan       | Abraham Higginbotham, Steven Levitan, Jeffrey Richman | 22 stycznia 2014     | 17 czerwca 2014  |
| 110 | 14 | Ja, szpieg iSpy                                 | Gail Mancuso         | Abraham Higginbotham                                  | 5 lutego 2014        | 18 czerwca 2014  |
| 111 | 15 | Spór The Feud                                   | Ryan Case            | Christopher Lloyd, Dan O'Shannon                      | 26 lutego 2014       | 19 czerwca 2014  |
| 112 | 16 | Wieczorek taneczny Spring-a-Ding-Fling          | Gail Mancuso         | Ben Karlin                                            | 5 marca 2014         | 24 czerwca 2014  |
| 113 | 17 | Dzieci innych ludzi Other People's Children     | Jim Hensz            | Megan Ganz                                            | 12 marca 2014        | 25 czerwca 2014  |
| 114 | 18 | Las Vegas                                       | Gail Mancuso         | Paul Corrigan, Brad Walsh, Bill Wrubel                | 26 marca 2014        | 26 czerwca 2014  |
| 115 | 19 | Niedoceniona A Hard Jay's Night                 | Beth McCarthy-Miller | Megan Ganz, Ben Karlin                                | 2 kwietnia 2014      | 1 lipca 2014     |
| 116 | 20 | Australia                                       | Steven Levitan       | Elaine Ko, Danny Zuker                                | 23 kwietnia 2014     | 2 lipca 2014     |
| 117 | 21 | Śpioch Sleeper                                  | Ryan Case            | Paul Corrigan, Brad Walsh, Bill Wrubel                | 30 kwietnia 2014     | 3 lipca 2014     |
| 118 | 22 | Wiadomość odebrana Message Received             | Jeffrey Walker       | Steven Levitan                                        | 7 maja 2014          | 8 lipca 2014     |
| 119 | 23 | Wesele, cz. 1 The Wedding (Part 1)              | Steven Levitan       | Abraham Higginbotham, Ben Karlin, Jeffrey Richman     | 14 maja 2014         | 9 lipca 2014     |
| 120 | 24 | Wesele, cz. 2 The Wedding (Part 2)              | Alisa Statman        | Megan Ganz, Christopher Lloyd, Dan O'Shannon          | 21 maja 2014         | 10 lipca 2014    |

## Seria 6: 2014-15
| №   | #  | Tytuł                             | Reżyseria            | Scenariusz                                       | Premiera             | Premiera        |
| --- | -- | --------------------------------- | -------------------- | ------------------------------------------------ | -------------------- | --------------- |
| 121 | 1  | The Long Honeymoon                | Beth McCarthy-Miller | Danny Zuker                                      | 24 września 2014     | 3 lutego 2015   |
| 122 | 2  | Do Not Push                       | Gail Mancuso         | Megan Ganz                                       | 1 października 2014  | 4 lutego 2015   |
| 123 | 3  | The Cold                          | Jim Hensz            | Rick Wiener & Kenny Schwartz                     | 8 października 2014  | 5 lutego 2015   |
| 124 | 4  | Marco Polo                        | Fred Savage          | Elaine Ko                                        | 15 października 2014 | 10 lutego 2015  |
| 125 | 5  | Won't You Be Our Neighbor         | Gail Mancuso         | Paul Corrigan & Brad Walsh                       | 22 października 2014 | 11 lutego 2015  |
| 126 | 6  | Halloween 3: AwesomeLand          | Gail Mancuso         | Paul Corrigan, Brad Walsh & Abraham Higginbotham | 29 października 2014 | 12 lutego 2015  |
| 127 | 7  | Queer Eyes, Full Hearts           | Jason Winer          | Stephen Lloyd                                    | 12 listopada 2014    | 17 lutego 2015  |
| 128 | 8  | Three Turkeys                     | Beth McCarthy-Miller | Jeffrey Richman                                  | 19 listopada 2014    | 18 lutego 2015  |
| 129 | 9  | Strangers in the Night            | Fred Savage          | Chuck Tatham                                     | 3 grudnia 2014       | 19 lutego 2015  |
| 130 | 10 | Haley's 21st Birthday             | Alisa Statman        | Abraham Higginbotham                             | 10 grudnia 2014      | 24 lutego 2015  |
| 131 | 11 | The Day We Almost Died            | James Bagdonas       | Danny Zuker                                      | 7 stycznia 2015      | 25 lutego 2015  |
| 132 | 12 | The Big Guns                      | Jeffrey Walker       | Vali Chandrasekaran                              | 14 stycznia 2015     | 26 lutego 2015  |
| 133 | 13 | Rash Decisions                    | Jim Hensz            | Anthony Lombardo, Clint McCray                   | 4 lutego 2015        | 2 czerwca 2015  |
| 134 | 14 | Valentine's Day 4: Twisted Sister | Fred Savage          | Jeffrey Richman                                  | 11 lutego 2015       | 3 czerwca 2015  |
| 135 | 15 | Fight or Flight                   | Steven Levitan       | Abraham Higginbotham                             | 18 lutego 2015       | 4 czerwca 2015  |
| 136 | 16 | Connection Lost                   | Steven Levitan       | Steven Levitan, Megan Ganz                       | 25 lutego 2015       | 9 czerwca 2015  |
| 137 | 17 | Closet? You'll Love It!           | Ryan Case            | Elaine Ko                                        | 4 marca 2015         | 10 czerwca 2015 |
| 138 | 18 | Spring Break                      | Gail Mancuso         | Paul Corrigan, Brad Walsh                        | 25 marca 2015        | 11 czerwca 2015 |
| 139 | 19 | Grill, Interrupted                | James Bagdonas       | Paul Corrigan, Brad Wlash, Jeffrey Richman       | 1 kwietnia 2015      | 16 czerwca 2015 |
| 140 | 20 | Knock 'Em Down                    | Beth McCarthy-Miller | Rick Wiener, Kenny Schwartz                      | 22 kwietnia 2015     | 17 czerwca 2015 |
| 141 | 21 | Integrity                         | Chris Koch           | Stephen Lloyd & Chuck Tatham                     | 29 kwietnia 2015     | 18 czerwca 2015 |
| 142 | 22 | Patriot Games                     | Alisa Statman        | Vali Chandrasekaran                              | 6 maja 2015          | 23 czerwca 2015 |
| 143 | 23 | Crying Out Loud                   | Ryan Case            | Megan Ganz, Stephen Lloyd, Chuck Tathum          | 13 maja 2015         | 24 czerwca 2015 |
| 144 | 24 | American Skyper                   | Steven Levitan       | Elaine Ko                                        | 20 maja 2015         | 25 czerwca 2015 |

## Seria 7: 2015-16
| №   | #  | Tytuł                         | Reżyseria            | Scenariusz                   | Premiera             | Premiera         |
| --- | -- | ----------------------------- | -------------------- | ---------------------------- | -------------------- | ---------------- |
| 145 | 1  | Summer Lovin'                 | Jim Hensz            | Abraham Higginbotham         | 23 września 2015     | 3 lutego 2016    |
| 146 | 2  | The Day Alex Left for College | Jeffrey Walker       | Danny Zuker                  | 30 września 2015     | 4 lutego 2016    |
| 147 | 3  | The Closet Case               | Beth McCarthy-Miller | Paul Corrigan, Brad Walsh    | 7 października 2015  | 4 lutego 2016    |
| 148 | 4  | She Crazy                     | Gail Mancuso         | Elaine Ko                    | 14 października 2015 | 9 lutego 2016    |
| 149 | 5  | The Verdict                   | Alisa Statman        | Chuck Tatham                 | 21 października 2015 | 10 lutego 2016   |
| 150 | 6  | The More You Ignore Me        | Gail Mancuso         | Vali Chandrasekaran          | 11 listopada 2015    | 11 lutego 2016   |
| 151 | 7  | Phil's Sexy, Sexy House       | Stephen Lloyd        | Beth McCarthy-Miller         | 18 listopada 2015    | 16 lutego 2016   |
| 152 | 8  | Clean Out Your Junk Drawer    | Steven Levitan       | Steven Levitan               | 2 grudnia2015        | 17 lutego 2016   |
| 153 | 9  | White Christmas               | Gail Mancuso         | Andy Gordon, Jon Pollack     | 9 grudnia 2015       | 18 lutego 2016   |
| 154 | 10 | Playdates                     | Claire Scanlon       | Jeffrey Richman              | 6 stycznia 2016      | 23 lutego 2016   |
| 155 | 11 | Spread Your Wings             | James Bagdonas       | Vanessa McCarthy, Ryan Walls | 13 stycznia 2016     | 24 lutego 2016   |
| 156 | 12 | Clean for a Day               | Beth McCarthy-Miller | Paul Corrigan, Brad Walsh    | 10 lutego 2016       | 25 lutego 2016   |
| 157 | 13 | Thunk in the Trunk            | Phil Traill          | Elaine Ko                    | 17 lutego 2016       | 22 kwietnia 2016 |
| 158 | 14 | The Storm                     | James Bagdonas       | Danny Zuker                  | 24 lutego 2016       | 29 kwietnia 2016 |
| 159 | 15 | I Don't Know How She Does It  | Ryan Case            | Jeffrey Richman              | 2 marca 2016         | 6 maja 2016      |
| 160 | 16 | The Cover-Up                  | Jim Hensz            | Chuck Tatham                 | 16 marca 2016        | 13 maja 2016     |
| 161 | 17 | Express Yourself              | Alisa Statman        | Abraham Higginbotham         | 23 marca 2016        | 20 maja 2016     |
| 162 | 18 | The Party                     | Steven Levitan       | Vali Chandrasekaran          | 6 kwietnia 2016      | 27 maja 2016     |
| 163 | 19 | Man Shouldn't Lie             | Gail Mancuso         | Andy Gordon                  | 13 kwietnia 2016     | 3 czerwca 2016   |
| 164 | 20 | Promposal                     | Ken Whittingham      | Stephen Lloyd                | 4 maja 2016          | 10 czerwca 2016  |
| 165 | 21 | Crazy Train                   | Jim Hensz            | Jon Pollack, Ryan Walls      | 11 maja 2016         | 17 czerwca 2016  |
| 166 | 22 | Double Click                  | James Bagdonas       | Elaine Ko                    | 18 maja 2016         | 24 czerwca 2016  |

## Seria 8: 2016-17
| №   | #  | Tytuł                                   | Reżyseria            | Scenariusz                                       | Premiera             | Premiera         |
| --- | -- | --------------------------------------- | -------------------- | ------------------------------------------------ | -------------------- | ---------------- |
| 167 | 1  | A Tale of Three Cities                  | Chris Koch           | Elaine Ko                                        | 21 września 2016     | 27 stycznia 2017 |
| 168 | 2  | A Stereotypical Day                     | Beth McCarthy-Miller | Jeffrey Richman                                  | 28 września 2016     | 3 lutego 2017    |
| 169 | 3  | Blindsided                              | Jim Hensz            | Christy Stratton, Danny Zuker                    | 5 października 2016  | 10 lutego 2017   |
| 170 | 4  | Weathering Heights                      | Gail Mancuso         | Paul Corrigan, Brad Walsh                        | 12 października 2016 | 17 lutego 2017   |
| 171 | 5  | Halloween 4: The Revenge of Rod Skyhook | Chris Koch           | Stephen Lloyd                                    | 26 października 2016 | 24 lutego 2017   |
| 172 | 6  | Grab It                                 | Beth McCarthy Mille  | Jeffrey Richman                                  | 9 listopada 2016     | 3 marca 2017     |
| 173 | 7  | Thanksgiving Jamboree                   | Steven Levitan       | Jon Pollack, Chuck Tatham                        | 16 listopada 2016    | 10 marca 2017    |
| 174 | 8  | The Alliance                            | James Bagdonas       | Andy Gordon, Ryan Walls                          | 30 listopada 2016    | 17 marca 2017    |
| 175 | 9  | Snow Ball                               | Beth McCarthy-Miller | Christy Stratton, Stephen Lloyd                  | 14 grudnia 2016      | 24 marca 2017    |
| 176 | 10 | Ringmaster Keifth                       | Jim Hensz            | Vali Chandrasekaran                              | 4 stycznia 2017      | 31 marca 2017    |
| 177 | 11 | Sarge & Pea                             | James Bagdonas       | Abraham Higginbotham                             | 11 stycznia 2017     | 7 kwietnia 2017  |
| 178 | 12 | Ringmaster Keifth                       | Gail Mancuso         | Jon Pollack                                      | 8 lutego 2017        | 14 kwietnia 2017 |
| 179 | 13 | Do It Yourself                          | Jeff Walker          | Paul Corrigan, Brad Walsh                        | 15 lutego 2017       | 21 kwietnia 2017 |
| 180 | 14 | Heavy is the Head                       | Ken Whittingham      | Danny Zuker                                      | 22 lutego 2017       | 28 kwietnia 2017 |
| 181 | 15 | Finding Fizbo                           | James Bagdonas       | Abraham Higginbotham, Chuck Tatham               | 1 marca 2017         | 5 maja 2017      |
| 182 | 16 | Basketball                              | Jim Hensz            | Elaine Ko                                        | 8 marca 2017         | 12 maja 2017     |
| 183 | 17 | Pig Moon Rising                         | Chris Koch           | Paul Corrigan, Brad Walsh                        | 15 marca 2017        | 19 maja 2017     |
| 184 | 18 | Five Minutes                            | Gail Mancuso         | Elaine Ko                                        | 29 marca 2017        | 26 maja 2017     |
| 185 | 19 | Frank's Wedding                         | Beth McCarthy-Miller | Andy Gordon                                      | 5 kwietnia 2017      | 2 czerwca 2017   |
| 186 | 20 | All Things Being Equal                  | Michelle MacLaren    | Christy Stratton, Ryan Walls                     | 3 maja 2017          | 9 czerwca 2017   |
| 187 | 21 | Alone Time                              | Jim Hensz            | Abraham Higginbotham, Stephen Lloyd, Danny Zuker | 10 maja 2017         | 16 czerwca 2017  |
| 188 | 22 | The Graduates                           | Steven Levitan       | Jon Pollack, Jeffrey Richman, Chuck Tatham       | 17 maja 2017         | 23 czerwca 2017  |

## Seria 9: 2017-18
| №   | #  | Tytuł                               | Reżyseria            | Scenariusz                                   | Premiera             | Premiera         |
| --- | -- | ----------------------------------- | -------------------- | -------------------------------------------- | -------------------- | ---------------- |
| 189 | 1  | Lake Life                           | James Bagdonas       | Elaine Ko                                    | 27 września 2017     | 2 lutego 2018    |
| 190 | 2  | The Long Goodbye                    | Jim Hensz            | Brad Walsh, Paul Corrigan                    | 4 października 2017  | 9 lutego 2018    |
| 191 | 3  | Catch of the Day                    | Fred Savage          | Jeffrey Richman                              | 11 października 2017 | 16 lutego 2018   |
| 192 | 4  | Sex, Lies & Kickball                | John Riggi           | Abraham Higginbotham                         | 18 października 2017 | 23 lutego 2018   |
| 193 | 5  | It's the Great Pumpkin, Phil Dunphy | Beth McCarthy Miller | Jon Pollack                                  | 25 października 2017 | 2 marca 2018     |
| 194 | 6  | Ten Years Later                     | Fred Savage          | Danny Zuker                                  | 1 listopada 2017     | 9 marca 2018     |
| 195 | 7  | Winner Winner Turkey Dinner         | Beth McCarthy Miller | Bill Wrubel                                  | 15 listopada 2017    | 16 marca 2018    |
| 196 | 8  | Brushes With Celebrity              | Jeffrey Walker       | Vali Chandrasekaran                          | 29 listopada 2017    | 23 marca 2018    |
| 197 | 9  | Tough Love                          | John Riggi           | Stephen Lloyd                                | 6 grudnia 2017       | 30 marca 2018    |
| 198 | 10 | No Small Feet                       | James Bagdonas       | Ryan Walls, Matt Plonsker                    | 13 grudnia 2017      | 6 kwietnia 2018  |
| 199 | 11 | He Said, She Shed                   | Jim Hensz            | Jeffrey Richman, Ryan Walls                  | 3 stycznia 2018      | 13 kwietnia 2018 |
| 200 | 12 | Dear Beloved Family                 | Gail Mancuso         | Bill Wrubel                                  | 10 stycznia 2018     | 20 kwietnia 2018 |
| 201 | 13 | In Your Head                        | Steven Levitan       | Jack Burditt                                 | 17 stycznia 2018     | 27 kwietnia 2018 |
| 202 | 14 | Written in the Stars                | Jaffar Mahmood       | Abraham Higginbotham, Jon Pollack            | 28 lutego 2018       | 4 maja 2018      |
| 203 | 15 | Spanks for the Memories             | James Bagdonas       | Paul Corrigan, Brad Walsh                    | 7 marca 2018         | 11 maja 2018     |
| 204 | 16 | Wine Weekend                        | Beth McCarthy-Miller | Elaine Ko                                    | 21 marca 2018        | 18 maja 2018     |
| 205 | 17 | Royal Visit                         | Gail Mancuso         | Jack Burditt, Jessica Poter, Jeffrey Richman | 28 marca 2018        | 25 maja 2018     |
| 206 | 18 | Daddy Issues                        | Chris Koch           | Vali Chandrasekaran, Stephen Lloyd           | 4 kwietnia 2018      | 1 czerwca 2018   |
| 207 | 19 | CHiPs and Salsa                     | Gail Mancuso         | Paul Corrigan, Brad Walsh, Bill Wrubel       | 11 kwietnia 2018     | 8 czerwca 2018   |
| 208 | 20 | Mother!                             | Eric Dean Seaton     | Abraham Higginbotham, Jon Pollack,Ryan Walls | 2 maja 2018          | 15 czerwca 2018  |
| 209 | 21 | The Escape                          | Steven Levitan       | Jack Burditt, Danny Zuker                    | 9 maja 2018          | 22 czerwca 2018  |
| 210 | 22 | Clash of Swords                     | Jim Hensz            | Elaine Ko, Stephen Lloyd                     | 16 maja 2018         | 29 czerwca 2018  |

## Seria 10: 2018-19
| №   | #  | Tytuł                           | Reżyseria            | Scenariusz                                | Premiera             | Premiera         |
| --- | -- | ------------------------------- | -------------------- | ----------------------------------------- | -------------------- | ---------------- |
| 211 | 1  | I Love a Parade                 | James Bagdonas       | Paul Corrigan, Brad Walsh                 | 24 września 2018     | 10 lutego 2019   |
| 212 | 2  | Kiss and Tell                   | Steven Levitan       | Abraham Higginbotham, Jon Pollack         | 3 października 2018  | 17 lutego 2019   |
| 213 | 3  | A Sketchy Area                  | Jeffrey Walker       | Elaine Ko                                 | 10 października 2018 | 24 lutego 2019   |
| 214 | 4  | Torn Between Two Lovers         | Beth McCarthy-Miller | Jeffrey Richman, Danny Zuker              | 17 października 2018 | 3 marca 2019     |
| 215 | 5  | Good Grief                      | Beth McCarthy-Miller | Vali Chandrasekaran, Stephen Lloyd        | 24 października 2018 | 10 marca 2019    |
| 216 | 6  | On the Same Paige               | Ryan Case            | Ryan Walls                                | 31 października 2018 | 17 marca 2019    |
| 217 | 7  | Did the Chicken Cross the Road? | Eric Dean Seaton     | Bill Wrubel                               | 7 listopada 2018     | 24 marca 2019    |
| 218 | 8  | Kids These Days                 | James Bagdonas       | Jon Pollack, Danny Zuker                  | 28 listopada 2018    | 31 marca 2019    |
| 219 | 9  | The Tree of Strife              | James Bagdonas       | Jon Pollack, Danny Zuker                  | 5 grudnia 2018       | 7 kwietnia 2019  |
| 220 | 10 | Stuck in a Moment               | Fred Savage          | Elaine Ko                                 | 12 grudnia 2018      | 21 kwietnia 2019 |
| 221 | 11 | A Moving Day                    | Iwona Sapienza       | Paul Corrigan, Brad Walsh                 | 9 stycznia 2019      | 28 kwietnia 2019 |
| 222 | 12 | Blasts from the Past            | Fred Savage          | Vali Chandrasekaran, Stephen Lloyd        | 16 stycznia 2019     | 5 maja 2019      |
| 223 | 13 | Whanex?                         | Elaine Ko            | Bill Wrubel                               | 23 stycznia 2019     | 12 maja 2019     |
| 224 | 14 | We Need to Talk About Lily      | Abraham Higginbotham | Abraham Higginbotham, Jeffrey Richman     | 30 stycznia 2019     | 19 maja 2019     |
| 225 | 15 | SuperShowerBabyBowl             | Helena Lamb          | Jack Burditt, Jon Pollack                 | 20 lutego 2019       | 26 maja 2019     |
| 226 | 16 | Red Alert                       | Julie Bowen          | Ryan Walls, Jessica Poter                 | 27 lutego 2019       | 2 czerwca 2019   |
| 227 | 17 | The Wild                        | James Bagdonas       | Elaine Ko                                 | 13 marca 2019        | 9 czerwca 2019   |
| 228 | 18 | Stand By Your Man               | Jim Hensz            | Jack Burditt, Bill Wrubel, effrey Richman | 20 marca 2019        | 16 czerwca 2019  |
| 229 | 19 | Yes-Woman                       | Fred Savage          | Paul Corrigan, Brad Walsh                 | 3 kwietnia 2019      | 23 czerwca 2019  |
| 230 | 20 | Can't Elope                     | Jeffrey Walker       | Danny Zuker                               | 10 kwietnia 2019     | 30 czerwca 2019  |
| 231 | 21 | Commencement                    | Eric Dean Seaton     | Vali Chandrasekaran, Stephen Lloyd        | 1 maja 2019          | 7 lipca 2019     |
| 232 | 22 | A Year of Birthdays             | Steven Levitan       | Steven Levitan                            | 8 maja 2019          | 14 lipca 2019    |

## Seria 11: 2019-20
| №   | #  | Tytuł                  | Reżyseria            | Scenariusz                                                                                                   | Premiera             | Premiera         |
| --- | -- | ---------------------- | -------------------- | --- | -------------------- | ---------------- |
| 233 | 1  | New Kids on the Block  | Gail Mancuso         | Paul Corrigan, Brad Walsh                                                                                    | 25 września 2019     | 9 lutego 2020    |
| 234 | 2  | Snapped                | Michael Spiller      | Elaine Ko | 2 października 2019  | 16 lutego 2020   |
| 235 | 3  | Perfect Pairs          | Iwona Sapienza       | Stephen Lloyd                                                                                                | 9 października 2019  | 23 lutego 2020   |
| 236 | 4  | Pool Party             | Abraham Higginbotham | Abraham Higginbotham, Jon Pollack                                                                            | 16 października 2019 | 1 marca 2020     |
| 237 | 5  | The Last Halloween     | Fred Savage          | Danny Zuker                                                                                                  | 30 października 2019 | 8 marca 2020     |
| 238 | 6  | A Game of Chicken      | Helena Lamb          | Vali Chandrasekaran                                                                                          | 6 listopada 2019     | 15 marca 2020    |
| 239 | 7  | The Last Thanksgiving  | Eric Dean Seaton     | Jeffrey Richman                                                                                              | 20 listopada 2019    | 22 marca 2020    |
| 240 | 8  | Tree's A Crowd         | Julie Bowen          | Ryan Walls                                                                                                   | 4 grudnia 2019       | 29 marca 2020    |
| 241 | 9  | The Last Christmas     | Jeff Walker          | Abraham Higginbotham, Jon Pollack                                                                            | 11 grudnia 2019      | 5 kwietnia 2020  |
| 242 | 10 | The Prescott           | Elaine Ko            | Elaine Ko | 8 stycznia 2020      | 12 kwietnia 2020 |
| 243 | 11 | Legacy                 | Jason Kemp           | Jack Burditt, Christopher Lloyd                                                                              | 15 stycznia 2020     | 19 kwietnia 2020 |
| 244 | 12 | Dead on a Rival        | Jason Winer          | Jeffrey Richman, Ryan Walls                                                                                  | 22 stycznia 2020     | 26 kwietnia 2020 |
| 245 | 13 | Paris                  | James Bagdonas       | Paul Corrigan, Brandon Walsh                                                                                 | 12 lutego 2020       | 3 maja 2020      |
| 246 | 14 | Spuds                  | Beth McCarthy-Miller | Vali Chandrasekaran, Stephen Lloyd                                                                           | 19 lutego 2020       | 10 maja 2020     |
| 247 | 15 | Baby Steps             | Trey Clinesmith      | Steven Levitan, Morgan Murphy, Abraham Higginbotham, Jon Pollack                                             | 18 marca 2020        | 17 maja 2020     |
| 248 | 16 | I'm Going to Miss This | Fred Savage          | Jack Burditt, Danny Zuker                                                                                    | 1 kwietnia 2020      | 24 maja 2020     |
| 249 | 17 | Finale Part 1          | Steven Levitan       | Steven Levitan, Abraham Higginbotham, Jeffrey Richman, Stephen Lloyd, Jon Pollack, Morgan Murphy, Ryan Walls | 8 kwietnia 2020      | 31 maja 2020     |
| 250 | 18 | Finale Part 2          | Gail Mancuso         | Christopher Lloyd, Paul Corrigan, Brad Walsh, Danny Zuker, Elaine Ko, Vali Chandrasekaran, Jack Burditt      | 8 kwietnia 2020      | 7 czerwca 2020   |

## Odcinek specjalny: 2020
| №  | Tytuł             | Polski tytuł           | Premiera        | Premiera w Polsce (Fox Comedy) |
| -- | ----------------- | ---------------------- | --------------- | ------------------------------ |
| S1 | A Modern Farewell | Współczesne pożegnanie | 8 kwietnia 2020 | 20 listopada 2020              |